# Loire 46
Loire 46 – francuski myśliwiec z okresu II wojny światowej.

## Modele

### Loire 43
Samolot Loire 46 powstał w oparciu o model Loire 43. Pierwszy lot Loire 43 odbył się w październiku 1932 roku. Samolot napędzał silnik gwiazdowy Hispano-Suiza 12Xbrs o mocy 690 KM. Po pierwszych lotach postanowiono wprowadzać dalsze poprawki i rozwijać model.
Samolot ten bardzo przypominał polski PZL P.7, który to na początku lat trzydziestych dwudziestego wieku wyznaczał standard dla samolotów myśliwskich.

### Loire 45
W trakcie prac rozwojowych samolot uzyskał nowy mocniejszy silnik Gnome-Rhone 14Kcs o mocy 880 KM. Postanowiono również poprawić usterzenie oraz usprawnić podwozie. Oblot prototypu nastąpił 20 lutego 1933 roku. Samolot ten tym razem bardzo przypominał PZL P.24. 

### Loire 46
Prace nad Loire 45 wykazały, że nie wszystkie parametry są zadowalające więc postanowiono tę jednostkę usprawnić. Zmieniono m.in. kształt ogona i skrzydeł oraz wymieniono silnik na Gnome-Rhone 14Kfs o mocy 850 KM. Tak zmieniony prototyp wzbił się w powietrze 1 września 1934 roku. Próby w locie wykazały, że samolot jest łatwy w pilotażu, zwrotny i osiąga dobrą prędkość 368 km/h. Po lotach próbnych Armée de l’Air zdecydowało się zamówić 60 maszyn. W sierpniu 1936 maszyny te znajdowały się na etacie dywizjonów myśliwskich.

## Użytkowanie
6 maszyn tego typu trafiło do wojsk Republiki Hiszpańskiej i brało udział w hiszpańskiej wojnie domowej.
Na początku II wojny światowej samoloty te były używane do szkolenia pilotów.